# 盖莱普特别行政区
盖莱普特别行政区（简称GeSAR ）也称为盖莱普正念城（宗喀語：དགེ་ལེགས་ཕུག་དྲན་ཤེས་ཁྲོམ་ཚོགས），是不丹规划的特别行政区和经济中心，面积1000平方公里。 它也将成为东南亚南亚和东亚之间的连接点。
不丹國王吉格梅·凯萨尔·纳姆耶尔·旺楚克陛下於2023年12月17日慶祝第116屆國慶日之際發表皇家講話，並公布了特別行政區的計劃。

## 背景
这个项目是不丹国王多年来的计划之一。盖莱普特别行政区（或称盖莱普正念城）将会有自己的制度和法律，发展将通过外国直接投资启动。不丹国王已与印度总理纳伦德拉·莫迪就该项目进行了会谈，并讨论了连接不丹盖莱普和印度阿萨姆邦科克拉杰哈尔之间可能建设的五十八公里铁路。该开发项目将从2024年季风期起将盖莱普国内机场扩建为国际机场开始。它将成为萨尔邦宗经济特区的一部分。  